# Chrysopidia (Chrysopidia) jiriana
Chrysopidia (Chrysopidia) jiriana is een insect uit de familie van de gaasvliegen (Chrysopidae), die tot de orde netvleugeligen (Neuroptera) behoort. 
Chrysopidia (Chrysopidia) jiriana is voor het eerst wetenschappelijk beschreven door Hölzel in 1973.